# Развој светског рекорда на 800 метара за жене
Светски рекорди у дисциплини трчања на 800 метара у женској конкуренцији, које ИААФ званично признаје, воде се од 1922. године. Први рекорди су мерени ручно (штоперицом). До 1975. ИААФ је признавао за рекорде резултате који су се постизани на 800 м и 880 јарди. Резултат на 880 јарди је обележаван са у (јарди).
Од 1975. ИААФ признаје резултате мерене ручно и електронским путем а за дисциплине трчања на 100, 200 и 400 метара. Од 1. јануара, 1977, ИААФ за ове дисциплине признаје само резултате мерене електронским путем и приказаном времену на стотинке секунде.
Прва светска рекордерка на 800 метара чији је резултат ратификован од ИААФ била је Жоржет Леноар у времену 2:30,4+. Рекорд је постигнут као пролазно време на дужој дистанци.
Да данас (30.6.2017.) ИААФ је ратификовао укупно 29 светска рекорда у женској конкуренцији.

## Ратификовани рекорди на 800 метара
| Време   | Електронски | Атлетичарка          | Земља            | Место                        | Датум               | Трајање                       |
| ------- | ----------- | -------------------- | ---------------- | ---------------------------- | ------------------- | ----------------------------- |
| 2:30,4+ |             | Жоржет Леноар        | Француска        | Париз, Француска             | 20. август 1922.    | 10 дана                       |
| 2:26,6y |             | Мери Линс            | Велика Британија | Лондон, Уједињено Краљевство | 30. август 1922.    | 4 године, 11 месеци и 8 дана  |
| 2:23,8  |             | Лина Бачауер         | Немачка          | Бреслау, Пољска              | 7. август 1927.     | 10 месеци и 9 дана            |
| 2:20,4  |             | Инга Јенцел          | Шведска          | Стокхолм, Шведска            | 16. јун 1928.       | 15 дана                       |
| 2:19,6  |             | Лина Радкер          | Немачка          | Бжег, Пољска                 | 1. јул 1928.        | 1 месец и 1 дан               |
| 2:16,8  |             | Лина Радкер          | Немачка          | Амстердам, Холандија         | 1. јул 1928.        | 16 година и 25 дана           |
| 2:15,9  |             | Ана Ларсон           | Шведска          | Стокхолм, Шведска            | 27. август 1944.    | 11 месеци и 23 дана           |
| 2:14,8  |             | Ана Ларсон           | Шведска          | Хелсингборг, Шведска         | 19. август 1945.    | 11 дана                       |
| 2:13,8  |             | Ана Ларсон           | Шведска          | Стокхолм, Шведска            | 30. август 1945.    | 4 године, 10 месеци и 17 дана |
| 2:13,0  |             | Јевдокија Васиљева   | Совјетски Савез  | Москва, СССР                 | 17. јул 1950.       | 1 година и 9 дана             |
| 2:12,2  |             | Валентина Помогајева | Совјетски Савез  | Москва, СССР                 | 26. јул 1951.       | 1 месец                       |
| 2:12,0  |             | Нина Плетњева        | Совјетски Савез  | Минск, СССР                  | 26. август 1951.    | 9 месеци и 20 дана            |
| 2:08,5  |             | Нина Откаленко       | Совјетски Савез  | Кијев, СССР                  | 15. јун 1952.       | 1 година, 2 месеца и 12 дана  |
| 2:07,3  |             | Нина Откаленко       | Совјетски Савез  | Москва, СССР                 | 27. август 1953.    | 1 година и 20 дана            |
| 2:06,6  |             | Нина Откаленко       | Совјетски Савез  | Кијев, СССР                  | 9. септембар 1954.  | 1 година и 8 дана             |
| 2:05,0  |             | Нина Откаленко       | Совјетски Савез  | Загреб, Југославија          | 24. септембар 1955. | 4 године, 9 месеци и 9 дана   |
| 2:04,3  |             | Људмила Шевцова      | Совјетски Савез  | Москва, СССР                 | 3. јул 1960.        | 2 месеца и 4 дана             |
| 2:04,3  | 2:04,50     | Људмила Шевцова      | Совјетски Савез  | Рим, Италија                 | 7. септембар 1960.  | 1 година, 5 месеци и 24 дана  |
| 2:01,2+ |             | Дикси Вилис          | Аустралија       | Перт, Аустралија             | 3. март 1962.       | 2 године, 7 месеци и 17 дана  |
| 2:01,1  |             | Ен Пакер             | Велика Британија | Токио, Јапан                 | 20. октобар 1964.   | 2 године, 8 месеци и 8 дана   |
| 2:01,0  |             | Џуди Полок           | Аустралија       | Хелсинки, Финска             | 28. јун 1967.       | 1 година и 22 дана            |
| 2:00,5  |             | Вера Николић         | Југославија      | Лондон, Уједињено Краљевство | 20. јул 1968.       | 2 године, 11 месеци и 21 дан  |
| 1:58,5  | 1:58,45     | Хилдегард Фалк       | Западна Немачка  | Штутгарт, Западна Немачка    | 11. јул 1971.       | 2 године, 1 месец и 13 дана   |
| 1:57,5  | 1:57,48     | Светла Златева       | Бугарска         | Пиреј, Грчка                 | 24. август 1973.    | 4 године, 11 месеци и 1 дан   |
| 1:56,0  |             | Валентина Герасимова | Совјетски Савез  | Кијев, СССР                  | 12. јун 1976.       | 1 месец и 14 дана             |
| 1:54,9  | 1:54,94     | Татјана Казанкина    | Совјетски Савез  | Монтреал, Канада             | 26. јул 1976.       | 3 године, 10 месеци и 17 дана |
| 1:54,9  | 1:54,85     | Надежда Олизаренко   | Совјетски Савез  | Москва, СССР                 | 12. јун 1980.       | 1 месец и 15 дана             |
| 1:53,5  | 1:53,43     | Надежда Олизаренко   | Совјетски Савез  | Москва, СССР                 | 27. јул 1980.       | 3 године, 1 месец и 14 дана   |
| 1:53,28 |             | Јармила Кратохвилова | Чехословачка     | Минхен, Западна Немачка      | 26. јул 1983.       | 44 године и 348 дана          |

y – време постигнуто на 880 јарди и ратификовано као рекорд на 800 метара
+ – време измерено као пролазно време у некој дужој дистанци
Од 1981. ИААФ је прихватио електронско мерење времена до стотинке секунде за све дисциплине до 10.000 м (укључујући и њу). Зато је рекорд Надежде Олизаренко 1:53,5 из 1980. године прилагођен на 1:53,43.